# Kościół Podwyższenia Krzyża Świętego w Smarchowicach Wielkich
Kościół Podwyższenia Krzyża Świętego – rzymskokatolicki kościół parafialny w Smarchowicach Wielkich. Świątynia należy do parafii Podwyższenia Krzyża Świętego w Smarchowicach Wielkich, w dekanacie Namysłów zachód, archidiecezji wrocławskiej.

## Historia kościoła
Kościół został wybudowany po II wojnie światowej. Początkowo był kościołem filialnym a od 1988 roku, po erygowaniu w Smarchowicach Wielkich parafii stał się kościołem parafialnym.